# Ari Freyr Skúlason
Ari Freyr Skúlason (Reykjavík, Islandia, 14 de mayo de 1987) es un futbolista islandés que juega de defensa en el IF Sylvia de la División 2. Fue internacional absoluto con la selección de Islandia.

## Posición
Aunque su posición más común es en el centro del mediocampo, también puede jugar como extremo y ha jugado como lateral izquierdo con la selección nacional de Islandia. En 2013 declaró en una entrevista que había pedido ser comprado como lateral izquierdo para consolidar su titularidad en su selección nacional.

## Clubes
Ari comenzó su carrera en el Valur. A los dieciséis años, fue al SC Heerenveen de Países Bajos, donde pasó por dos temporadas. Quedó libre a finales de 2005. Luego de ello regresó al Valur, donde jugó media temporada antes de fichar por el BK Häcken. Aunque ya descendido a la segunda división sueca, el club compitió en la ronda preliminar de la Copa de la UEFA. El BK Häcken logró avanzar después de que Ari anotara el gol ganador contra el club escocés Dunfermline Athletic Football Club. Al ver que el Häcken no logró ascender, Skúlason firmó con el GIF Sundsvall a fines de año. A principios de la temporada 2012 se convirtió en el nuevo capitán de dicho club.
El 18 de julio de 2016 fue fichado oficialmente por el K. S. C. Lokeren Oost-Vlaanderen belga. Tras el descenso del club en la temporada 2018-19 se marchó al K. V. Oostende.
El 31 de marzo de 2021 puso fin a su estancia en Bélgica y regresó a Suecia para jugar en el IFK Norrköping, equipo en el que militó hasta finales de 2023, momento en el que decidió retirarse. Sin embargo, en enero de 2024 decidió posponer la retirada para fichar por el IF Sylvia.

## Selección nacional
Después de haber sido convocado en varios niveles juveniles, tuvo que debutar con la selección nacional islandesa en 2009 contra Irán. En 2012 empezó a recibir convocatorias más frecuentes por parte del nuevo entrenador de la selección nacional, Lars Lagerbäck. A pesar de haber jugado como mediocampista en su club, Ari fue elegido en la selección de Islandia como lateral izquierdo y ha sido el primer zurdo de esta selección durante la mayoría de los partidos de clasificación para la Copa Mundial de fútbol de 2014. En consecuencia, Ari sintió la necesidad de cambiar de puesto en el club y pidió que se le comprara como lateral izquierdo cuando lo vendieran en julio de 2013, para afianzar la posición y mantener su puesto como lateral izquierdo de primera opción en la selección islandesa, a pesar de que ha sido elogiado como creador central de juego de alta calidad.
Fue seleccionado para la Eurocopa 2016. Comenzó jugando los cinco partidos de Islandia, ayudando a dicha selección nacional a llegar a cuartos de final en su primer campeonato europeo.